# Kenngottita
La kenngottita és un mineral de la classe dels fosfats. Rep el nom pel professor Gustav Adolf Kenngott (6 de gener de 1818 a Breslau - 4 de març de 1897 a Lugano), un mineralogista que va treballar a la Universitat de Zúric, Suïssa, en reconeixement del seu treball sobre mineralogia sistemàtica.

## Característiques
La kenngottita és un fosfat de fórmula química Mn2+₃Fe3+₄(PO₄)₄(OH)₆(H₂O)₂. Va ser aprovada com a espècie vàlida per l'Associació Mineralògica Internacional l'any 2019. Cristal·litza en el sistema monoclínic. La seva duresa a l'escala de Mohs es troba entre 4 i 5. Estructuralment es troba relacionada amb la souzalita i la gormanita, tots dos minerals triclínics.
Les mostres que van servir per a determinar l'espècie, el que es coneix com a material tipus, es troben conservades a les col·leccions del departament de mineralogia i petrologia del Museu Nacional de Praga, a la República Txeca, amb el número de catàleg: p1p 26/2018, i a les col·leccions del Museu d'Història Natural del Comtat de Los Angeles, a Los Angeles (Califòrnia) amb el número de catàleg: 66795.

## Formació i jaciments
Va ser descoberta a la mina Stannum, situada a Huber stockm Krásno, dins el districte de Sokolov (Regió de Karlovy Vary, República Txeca). Tambñé ha estat descrita a la pegmatita de Serra Branca, a Pedra Lavrada (Paraíba, Brasil). Aquests dos indrets són els únics de tot el planeta on ha estat descrita aquesta espècie mineral.